# Super Bomberman 2
Super Bomberman 2 est un jeu vidéo d'action par Hudson Soft. Il est sorti en 1994 sur Super Nintendo et fait suite à Super Bomberman sorti en 1993 sur la même console.